# Cybister semiaciculatus
Cybister semiaciculatus là một loài bọ cánh cứng trong họ Bọ nước. Loài này được Schaufuss miêu tả khoa học năm 1887.